# Педурень (Мерджинень, Бакеу)
Педурень, Педурені (рум. Pădureni) — село у повіті Бакеу в Румунії. Входить до складу комуни Мерджинень.
Село розташоване на відстані 244 км на північ від Бухареста, 7 км на захід від Бакеу, 86 км на південний захід від Ясс, 139 км на північний схід від Брашова.

## Населення
За даними перепису населення 2002 року у селі проживали 428 осіб, усі — румуни. Усі жителі села рідною мовою назвали румунську.